# もう悲しくない〜anri 30th anniversary edition〜
「もう悲しくない〜anri 30th anniversary edition〜」（もうかなしくない アンリ サーティース アニバーサリー エディション）は、杏里44枚目のシングル。2008年4月9日発売。発売元はユニバーサル J。

## 解説
- デビュー30周年記念。1983年発売14thシングル『悲しみがとまらない』から25年の時を経て、その後の2人を語った[1]。
- アレンジとサビの一部分の歌詞を変えた「もう悲しくない〜ハピふる!」がフジテレビ系「ハピふる!」のオープニングテーマに使われた[2]。
- 通常盤と初回盤の2形態で発売。
- 初回盤はミュージック・ビデオと、ドキュメンタリー映像収録DVDが付属された。

## 収録曲
作詞・作曲：ANRI 編曲：小倉泰治・ANRI
1. もう悲しくない〜No More Loneliness
2. もう悲しくない〜ハピふる!
  - フジテレビ系「ハピふる!」オープニングテーマ
3. もう悲しくない 〜happy fullmix
4. もう悲しくない〜No More Loneliness （Instrumental）

### 初回盤のみ
-DVD-
1. もう悲しくない (Music Clip)
2. Document